# (6203) Lyubamoroz
(6203) Lyubamoroz (1981 EC23) – planetoida z pasa głównego asteroid okrążająca Słońce w ciągu 5,6 lat w średniej odległości 3,15 j.a. Odkryta 3 marca 1981 roku.